# Puerto de Tanga
El Puerto de Tanga (en inglés: Port of Tanga)  es el segundo puerto más grande del país africano de Tanzania. Es gestionado por la autoridad de puertos de Tanzania y es propiedad del gobierno de esa nación. Tiene una capacidad estimada en 700.00 toneladas.
Tanga es el puerto que más tiempo lleva en el este de África. Es un puerto de lanchas con dos espacios de aguas poco profundas.Una autopista 354 kilómetros lo vincula al puerto hermano de  Dar es-Salam en el Sur.